# ぼら山
ぼら山（ぼらやま）は、徳島県鳴門市里浦町里浦にある山である。標高58.0m。「ボラ山」とも表記。瀬戸内海国立公園に指定。

## 地理
鳴門市の北東部、北は岡崎海岸から延びる鳴門徳島サイクリングロードが通り、西隣にはいわし山が聳える。
山頂は木々が生い茂っており、展望はない。鳴門岳友会が設置した標高58mの標識が建っている。また中腹には大磯崎灯台が建っている。